# Кан, Эли Жак
Эли Жак Кан (Ely Jacques Kahn) (1884, Нью-Йорк, США — 1972, Нью-Йорк, США). Известный американский архитектор.

## Биография
Эли Жак Кан родился в еврейской семье. Окончил Колумбийский университет, а затем был профессором в Корнеллском университете.
С 1917 года до 1930 года работал в партнерстве с Албертом Бакманом (Albert Buchman, 1859—1936). Они спроектировали несколько небоскребов в Нью-Йорке, которые представляли собою смесь влияний школы Beaux-Arts с кубизмом, модернизмом и ар-деко.
В 1940 году Кан вошёл в партнерство с Харри Алланом Джейкобсом (Harry Allan Jacobs, 1872—1932). Образцом их совместной работы стал проект Universal Pictures Building.
Фирма сотрудничала также с Людвигом Мис ван дер Роэ и Филиппом Джонсоном на проекте небоскреба Сиграм Билдинг (Seagram Building). Они спроектировали также пристройки к Нью-Йоркской бирже.
Работы Кана после второй мировой войны связаны с иудаизмом. В 1946 году он начал перестройку Центральной Синагоги в Нью-Йорке. В 1947 году опубликовал статью о принципах проектирования синагог, озаглавленную «Создание нового синагогального стиля: покончить с копированием». В 1948 году вместе со скульптором Петром Давидсоном создал первый в Соединённых Штатах проект государственного Мемориала, посвящённого Холокосту. Выбранный участок для этого проекта в Парке Риверсайд был позднее использован авторами других проектов мемориала Персивалом Гудманом и Эрихом Мендельсоном.